# Sphaeridiinae
Sphaeridiinae — подсемейство жуков из семейства водолюбов.

## Описание
Первый сегмент средних и задних лапок длиннее второго. Усики не короче челюстных щупиков.

## Экология
Живут эти жуки в экскрементах и разлагающихся веществах, а также под прибрежными наносами.